# The Hot Chick
The Hot Chick (bra: Garota Veneno; prt: Um Corpo Perfeito) é um filme de comédia de 2002, produzido pela Touchstone Pictures e Happy Madison e distribuído por Touchstone Pictures e Buena Vista International. 

## Sinopse
Jessica Spencer é uma jovem patricinha extremamente popular e egocêntrica, que é muito mimada pelos pais e não mede esforços para obter o que quer, mesmo tendo que passar a perna em alguém ou humilhando alunos menos populares. Clive Maxtone, de 30 anos, é um bandido pé de chinelo com pouca sorte e nada atraente que sobrevive de pequenos furtos e é considerado por todos um verdadeiro perdedor. Um dia os caminhos dos dois se cruzam, depois que Jessica, sem saber, resolve se apossar de um belo par de brincos que são amaldiçoados e então, um belo dia, após abastecer o carro no posto que Clive tentava roubar, Jessica deixa um dos brincos cair e Clive resolve ficar com o objeto para si. No dia seguinte, Jessica acorda no corpo de Clive e este obtém para si o corpo de Jessica. Enquanto Clive se aproveita da situação para ganhar dinheiro usando o novo corpo, Jessica tem de se adaptar á situação de estar num corpo masculino, praticamente tendo de se passar por um gay, e para resolver as coisas e voltar com seu corpo até a formatura, terá de contar com a ajuda de melhor amiga April.

## Elenco
- Rob Schneider - Clive Maxtone/Jessica Spencer/Taquito
- Rachel McAdams - Jessica Spencer/Clive Maxtone
- Anna Faris - April, amiga de Jessica
- Matthew Lawrence - Billy, Paquera de Jessica
- Eric Christian Olsen - Jake, Namorado de April
- Michael O'Keefe - Richard Spencer, Pai de Jessica
- Melora Hardin - Carol Spencer, Mãe de Jessica
- Alexandra Holden - Lulu
- Maritza Murray - Keecia "Ling-Ling" Jackson
- Jodi Long - Mãe de Ling-Ling
- Tia Mowry - Venetia
- Tamera Mowry - Sissy
- Lee Garlington - Ms. Marjorie Bernard
- Angie Stone - Madame Mambuza
- Matt Weinberg - Booger Spencer, irmão menor de Jessica
- Sam Doumit - Eden
- Megan Kuhlmann - Hildenburg
- Adam Sandler - Tocador de Mambuza Bongo

## Recepção

### Bilheteria
O filme estreou em 5º lugar nas bilheterias dos Estados Unidos no fim de semana de 13 a 15 de dezembro de 2002, arrecadando US$ 7.401.146 nos 2.227 cinemas em que foi exibido, sendo US$ 3.338 a arrecadação média por cinema em dois dias no Estados Unidos. Ele passou a ganhar um total bruto mundial de US$ 54.639.553.

### Resposta crítica
Rotten Tomatoes deu ao filme uma pontuação de 22% com base em 83 críticas dos críticos por seu humor vulgar e de baixo nível.
Roger Ebert e Richard Roeper deram ao filme dois polegares para baixo. Ebert deu ao filme meia estrela (de quatro possíveis), declarando: "A MPAA classifica este PG-13. É muito vulgar para menores de 13 anos, e muito burro para qualquer pessoa acima de 13 anos". Roeper criticou o filme com elogios sarcásticos dizendo "é colorido. E, principalmente, em foco".

## Lançamento
The Hot Chick foi lançado em 13 de maio de 2003 em VHS e DVD. O DVD apresentava as cenas deletadas e incluindo um final alternativo.